# Emil Uggla
Arvid Emil Uggla, född den 17 december 1857 i Borås, död där den 11 april 1941, var en svensk militär.
Uggla blev underlöjtnant vid Älvsborgs regemente 1878, var i Krigshögskolan 1880–1882, var lärare för officersaspiranter på Karlsborg 1882–1884 samt tjänstgjorde vid generalstaben 1884–1887. Uggla blev löjtnant 1887 och var 1887–1890 kompaniofficer och lärare vid Krigsskolan. År 1898 blev Uggla kapten i regementet och major 1904. År 1908 blev han överstelöjtnant och blev överste och chef för Värmlands regemente 1911, vilket han var till 1918. Uggla var även chef för 10:e infanteribrigaden 1917 och gick 1918 över till reserven.
Åren 1902–1911 var Uggla ledamot av Borås stads stadsfullmäktige samt flera nämnder.
Emil Uggla var son till överstelöjtnant Emil Uggla och Marie Lindberg. Han gifte sig 1890 med Alma Sjöblom (1867–1951), dotter till lantbrukaren K. J. A. Sjöblom och Sofia Carlsson. Makarna Uggla är begravna på Sankt Ansgars griftegård i Borås.

## Utmärkelser
- Kommendör av första klassen av Svärdsorden, 6 juni 1918.[1]
- Kommendör av andra klassen av Svärdsorden, 5 juni 1915.[2]
- Riddare av första klassen av Svärdsorden, 1899.[3]
- Riddare av Carl XIII:s orden, 28 januari 1918.[4]